# Trattati ineguali

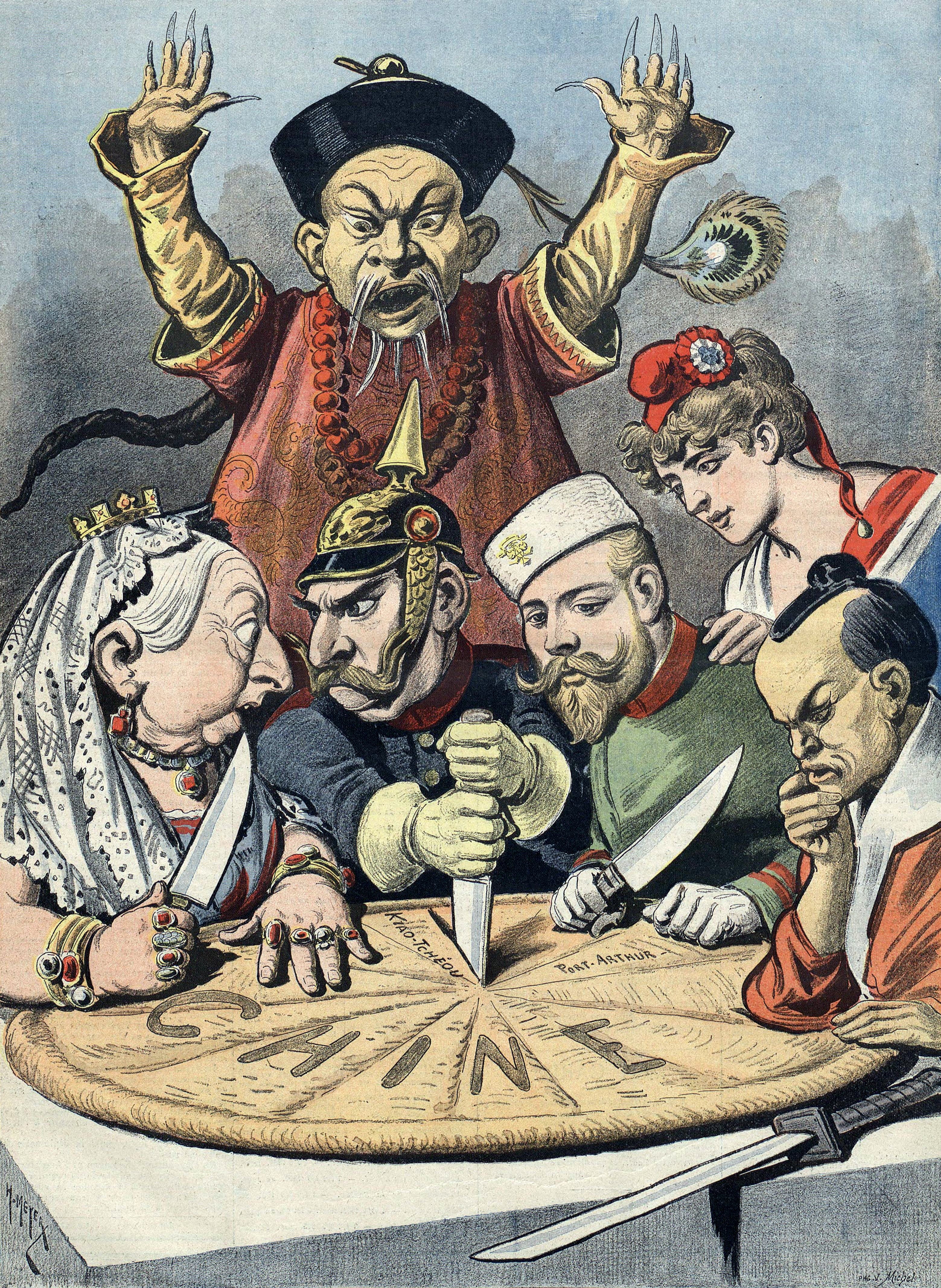
Caricatura d'epoca che rappresenta le grandi potenze intente a spartirsi la Cina. Da sinistra si riconoscono il Regno Unito (la regina Vittoria), la Germania (il kaiser Guglielmo II), la Russia (lo zar Nicola II), la Francia (La Marianne) e il Giappone (un samurai).

I trattati ineguali furono un insieme di convenzioni concluse da alcuni stati dell'Estremo Oriente (l'Impero Qing, il Giappone Tokugawa e la Corea Joseon) con le potenze occidentali tra il XIX secolo e i primi anni del XX. In tale periodo le nazioni asiatiche erano in gran parte incapaci di resistere alla pressione militare ed economica straniera, stante l'enorme divario tecnologico tra Occidente e Oriente. La nomea di "trattati ineguali" emerse negli anni venti in riferimento ai trattati di pace del XIX secolo da parte dei nazionalisti cinesi.

## Quadro generale
Il primo tentativo di pervenire a un accordo fu la Convenzione di Chuenpeh del 1841, tenutasi nella scia della prima guerra dell'oppio che era iniziata due anni prima. Cina e Gran Bretagna firmarono i primi accordi "ineguali" con il Trattato di Nanchino del 1842. Dopo la sconfitta della dinastia Qing, le intese con la Gran Bretagna aprirono vari porti cinesi al commercio con l'estero, con contestuale ammissione delle missioni cristiane a risiedere nel paese. Non solo, ma l'amministrazione della giustizia sui residenti stranieri delle città portuali fu sottratta al sistema giudiziario cinese per essere affidata alle autorità consolari: questo principio è chiamato extraterritorialità.
Sebbene l'espressione trattato ineguale non sia entrata in uso prima dell'inizio del XX secolo, inevitabilmente i cinesi percepivano la disuguaglianza di simili patti, soprattutto a causa dell'assenza di qualsiasi reciprocità: le potenze straniere infatti non ricompensarono la Cina con analoghe concessioni. In molti casi, in seguito a umilianti sconfitte militari, la nazione asiatica fu proprio costretta a pagare cospicui risarcimenti per i danni di guerra, ad aprire i porti al commercio, a cedere o affittare territori (come Hong Kong), e ad effettuare varie altre concessioni di sovranità alle sfere di influenza straniera.
Quando il commodoro statunitense Matthew Perry costrinse il Giappone ad aprire le rotte commerciali nel 1854, anche questa nazione fu indotta a siglare i Trattati Ansei, simili a quelli firmati dalla Cina. Lo stesso destino sarebbe presto toccato anche alla Corea. I primi trattati ineguali di questo paese non ebbero come controparte gli occidentali, ma il Giappone stesso, che aveva appreso la lezione tattica e forzato a sua volta i coreani ad aprire le porte al commercio estero nel 1876.
La stagione dei trattati ineguali si concluse in momenti diversi per i vari paesi coinvolti. Il Giappone fu il primo a sciogliersi dai ceppi delle proprie intese, verso la metà degli anni 1890, allorché la sua affermazione nella prima guerra sino-giapponese convinse molti occidentali a considerarlo definitivamente entrato nel gruppo delle "nazioni civilizzate".
Molti dei trattati ineguali conclusi dalla Cina furono invece abrogati solo nella seconda guerra mondiale, da cui la Repubblica cinese di Chiang Kai-shek uscì vittoriosa, divenendo membro permanente del Consiglio di sicurezza delle Nazioni Unite. Gli effetti dei trattati cinesi cessarono quasi completamente soltanto in seguito alla restituzione di Hong Kong da parte del Regno Unito nel 1997. L'accordo fu stipulato nel 1984 dopo i contatti intercorsi fra Deng Xiaoping e Margaret Thatcher, culminati nella dichiarazione congiunta del 19 dicembre. Resta però, come significativa eccezione, il vasto territorio della Manciuria esterna, ceduto alla Russia nel 1860 e da questa definitivamente occupato.
Infine, i trattati ineguali conclusi fra i paesi europei e la Corea furono in gran parte invalidati dall'annessione della penisola al Giappone nel 1910.

## Lista dei trattati ineguali
| Imposti alla Cina                                        |                    |      | |
| Trattato                                                 | Nome cinese        | Anno | Stati impositori |
| Trattato di Nanchino                                     | 南京条约           | 1842 | Regno Unito |
| Trattato di Humen                                        | 虎门条约           | 1843 | Regno Unito |
| Trattato di Wanghia                                      | 中美望夏条约       | 1844 | Stati Uniti d'America |
| Trattato di Whampoa                                      | 黃埔条约           | 1844 | Francia |
| Trattato di Aigun                                        | 瑷珲条约           | 1858 | Russia |
| Trattati di Tientsin                                     | 天津条约           | 1858 | Francia, Regno Unito, Russia, Stati Uniti d'America                                                                            |
| Convenzione di Pechino                                   | 北京条约           | 1860 | Francia, Russia, Regno Unito                                                                                                   |
| Trattato di Tientsin                                     | 天津条约           | 1861 | Prussia, Zollverein |
| Convenzione di Chefoo                                    | 烟台条约           | 1876 | Regno Unito |
| Trattato sino-portoghese di Pechino                      | 中葡北京条约       | 1887 | Portogallo |
| Trattato di Shimonoseki o di Maguan                      | 马关条约           | 1895 | Giappone |
| Trattato Li-Lobanov                                      | 中俄密约           | 1896 | Russia |
| Convenzione per l'estensione del territorio di Hong Kong | 展拓香港界址专条   | 1898 | Regno Unito |
| Protocollo dei Boxer                                     | 辛丑条约           | 1901 | Austria-Ungheria, Belgio, Francia, Giappone, Germania, Italia, Paesi Bassi, Regno Unito, Russia, Spagna, Stati Uniti d'America |
| Ventuno richieste                                        | 二十一条           | 1915 | Giappone |
| Imposti al Giappone                                      |                    |      | |
| Trattato                                                 | Nome giapponese    | Anno | Stati impositori |
| Convenzione di Kanagawa                                  | 日米和親条約       | 1854 | Stati Uniti d'America |
| Trattato di amicizia anglo-giapponese                    | 日英和親条約       | 1854 | Regno Unito |
| Trattati Ansei                                           | 安政条約           | 1858 | Francia, Paesi Bassi, Regno Unito, Russia, Stati Uniti d'America                                                               |
| Trattato di amicizia e commercio nippo-americano         | 日米修好通商条約   | 1858 | Stati Uniti d'America |
| Trattato di amicizia e commercio anglo-giapponese        | 日英修好通商条約   | 1858 | Regno Unito |
| Imposti alla Corea                                       |                    |      | |
| Trattato                                                 | Nome coreano       | Anno | Stati impositori |
| Trattato di Ganghwa                                      | 강화도 조약        | 1876 | Giappone |
| Trattato di Chemulpo                                     | 조미수호통상조약   | 1882 | Stati Uniti d'America |
| Trattato italo-coreano del 1884                          | 조이수호통상조약   | 1884 | Italia |
| Accordo di Taft-Katsura                                  | 가쓰라-태프트 밀약 | 1905 | Stati Uniti d'America |
| Trattato dell'Eulsa                                      | 을사조약           | 1905 | Giappone |
| Trattato di annessione nippo-coreano                     | 한일 병합 조약     | 1910 | Giappone |
| Imposti al Siam                                          |                    |      | |
| Trattato                                                 | Nome thailandese   | Anno | Stati impositori |
| Trattato Bowring                                         | สนธิสัญญาเบาว์ริง      | 1855 | Regno Unito |
| Trattato del 1856                                        |                    | 1856 | Francia, Stati Uniti d'America                                                                                                 |
| Trattato del 1858                                        |                    | 1858 | Danimarca |
| Trattato del 1859                                        |                    | 1859 | Portogallo |
| Trattato del 1860                                        |                    | 1860 | Paesi Bassi |
| Trattato italo-siamese del 1868                          |                    | 1868 | Italia |